# NSWRL 1991
Die NSWRL 1991 war die 84. Saison der New South Wales Rugby League Premiership, der ersten australischen Rugby-League-Meisterschaft. Den ersten Tabellenplatz nach Ende der regulären Saison belegten die Penrith Panthers. Diese gewannen im Finale 19:12 gegen die Canberra Raiders und gewannen damit die NSWRL zum ersten Mal.

## Tabelle
|      | Team                          | Spiele | Siege | Unent. | Ndlg. | Spiel- punkte | Diff. | Tabellen- punkte |
| ---- | ----------------------------- | ------ | ----- | ------ | ----- | ------------- | ----- | ---------------- |
| 01.  | Penrith Panthers              | 22     | 17    | 1      | 4     | 483:250       | + 233 | 35               |
| 02.  | Manly-Warringah Sea Eagles    | 22     | 14    | 1      | 7     | 391:299       | + 92  | 29               |
| 03.  | North Sydney Bears            | 22     | 14    | 1      | 7     | 345:303       | + 42  | 29               |
| 04.  | Canberra Raiders              | 22     | 14    | 0      | 8     | 452:327       | + 125 | 28               |
| 05.  | Canterbury-Bankstown Bulldogs | 22     | 13    | 1      | 8     | 424:374       | + 50  | 27               |
| 06.  | Western Suburbs Magpies       | 22     | 13    | 1      | 8     | 359:311       | + 48  | 27               |
| 07.  | Brisbane Broncos              | 22     | 13    | 0      | 9     | 470:326       | + 144 | 26               |
| 08.  | Illawarra Steelers            | 22     | 12    | 1      | 9     | 451:291       | + 160 | 25               |
| 09.  | St. George Dragons            | 22     | 11    | 3      | 8     | 388:320       | + 68  | 25               |
| 010. | Cronulla-Sutherland Sharks    | 22     | 8     | 3      | 11    | 384:441       | - 57  | 19               |
| 011. | Eastern Suburbs Roosters      | 22     | 9     | 1      | 12    | 337:487       | - 150 | 19               |
| 012. | Balmain Tigers                | 22     | 8     | 1      | 13    | 351:412       | - 61  | 17               |
| 013. | Newcastle Knights             | 22     | 6     | 3      | 13    | 308:424       | - 116 | 15               |
| 014. | South Sydney Rabbitohs        | 22     | 7     | 0      | 15    | 370:513       | - 143 | 14               |
| 015. | Parramatta Eels               | 22     | 6     | 0      | 16    | 351:534       | - 183 | 12               |
| 016. | Gold Coast Seagulls           | 22     | 2     | 1      | 19    | 240:492       | - 252 | 5                |

## Playoffs

### Ausscheidungsplayoff
| 27. August | Western Suburbs Magpies | 19 : 14 | Canterbury-Bankstown Bulldogs | Parramatta Stadium, Sydney Zuschauer: 17.022 Schiedsrichter: Bill Harrigan |
| 27. August | (4:2) Bericht           |         |                               | Parramatta Stadium, Sydney Zuschauer: 17.022 Schiedsrichter: Bill Harrigan |

- Das Spiel fand statt, da Western Suburbs und Canterbury-Bankstown punktgleich waren.

### Ausscheidungs/Qualifikationsplayoffs
| 31. August 15:00 | Canberra Raiders | 22 : 8 | Western Suburbs Magpies | Sydney Football Stadium, Sydney Zuschauer: 24.792 Schiedsrichter: Eddie Ward |
| 31. August 15:00 | (12:6) Bericht   |        |                         | Sydney Football Stadium, Sydney Zuschauer: 24.792 Schiedsrichter: Eddie Ward |

| 1. September 15:00 | North Sydney Bears | 28 : 16 | Manly-Warringah Sea Eagles | Sydney Football Stadium, Sydney Zuschauer: 32.878 Schiedsrichter: Bill Harrigan |
| 1. September 15:00 | (14:10) Bericht    |         |                            | Sydney Football Stadium, Sydney Zuschauer: 32.878 Schiedsrichter: Bill Harrigan |

| 7. September | Canberra Raiders | 34 : 26 | Manly-Warringah Sea Eagles | Sydney Football Stadium, Sydney Zuschauer: 34.707 Schiedsrichter: Bill Harrigan |
| 7. September | Bericht          |         |                            | Sydney Football Stadium, Sydney Zuschauer: 34.707 Schiedsrichter: Bill Harrigan |

| 8. September | Penrith Panthers | 16 : 14 | North Sydney Bears | Sydney Football Stadium, Sydney Zuschauer: 38.635 Schiedsrichter: Eddie Ward |
| 8. September | (12:0) Bericht   |         |                    | Sydney Football Stadium, Sydney Zuschauer: 38.635 Schiedsrichter: Eddie Ward |

### Halbfinale
| 15. September | Canberra Raiders | 30 : 14 | North Sydney Bears | Sydney Football Stadium, Sydney Zuschauer: 39.665 Schiedsrichter: Bill Harrigan |
| 15. September | Bericht          |         |                    | Sydney Football Stadium, Sydney Zuschauer: 39.665 Schiedsrichter: Bill Harrigan |

### Grand Final
| 22. September | Penrith Panthers                                                                   | 19 : 12        | Canberra Raiders                                                     | Sydney Football Stadium, Sydney Zuschauer: 41.815 Schiedsrichter: Bill Harrigan |
| 22. September | Versuche: Simmons (2), Izzard Erhöhungen: Alexander (3/3) Dropgoals: Alexander (1) | (6:12) Bericht | Versuche: Wood (2) Erhöhungen: Wood (1/1) Straftritte: Meninga (1/3) | Sydney Football Stadium, Sydney Zuschauer: 41.815 Schiedsrichter: Bill Harrigan |

| 1                  | Greg Barwick        |
| 2                  | Graham Mackay       |
| 3                  | Brad Fittler        |
| 4                  | Col Bentley         |
| 5                  | Paul Smith          |
| 6                  | Steve Carter        |
| 7                  | Greg Alexander      |
| 8                  | Paul Clarke         |
| 9                  | Royce Simmons       |
| 10                 | Paul Dunn           |
| 11                 | Mark Geyer          |
| 12                 | Barry Walker        |
| 13                 | Colin van der Voort |
| Auswechselspieler: |                     |
| 15                 | John Cartwright     |
| 16                 | Brad Izzard         |

| 1                  | Gary Belcher   |
| 2                  | Paul Martin    |
| 3                  | Mal Meninga    |
| 4                  | Mark Bell      |
| 5                  | Matthew Wood   |
| 6                  | Laurie Daley   |
| 7                  | Ricky Stuart   |
| 8                  | Brent Todd     |
| 9                  | Steve Walters  |
| 10                 | Glenn Lazarus  |
| 11                 | David Barnhill |
| 12                 | Gary Coyne     |
| 13                 | Bradley Clyde  |
| Auswechselspieler: |                |
| 40                 | Darren Fritz   |
| 19                 | Michael Twigg  |
| 16                 | Scott Gale     |